# Gertrude di Supplimburgo
Gertrude di Sassonia, in tedesco Gertrud o anche Gertraud (18 aprile 1115 – 18 aprile 1143), fu duchessa di Baviera e di Sassonia, nonché contessa di Brunswick.
Era figlia unica dell'imperatore Lotario II della stirpe dei Supplimburgo e della di lui consorte Richenza di Northeim.

## Biografia
Il 29 maggio 1127 Gertrude sposò il guelfo Enrico X l'Orgoglioso (1108 – 1139), duca di Baviera dal 1126, che, dopo la morte del suocero, divenne anche duca di Sassonia.
Tre anni dopo la morte di Enrico, Gertrude sposò, il 1º maggio 1142, Enrico II di Babenberg (1107 – 1177), margravio d'Austria dal 1141 al 1156 e, con il nome di Enrico XI, duca di Baviera dal 1141 al 1156 e duca d'Austria dal 1156 al 1177, ma morì l'anno successivo il giorno del suo compleanno.

## Discendenza
A Enrico X di Baviera Gertrude diede un figlio:
- Enrico (1129 – 1195), che successe al padre come duca di Baviera e di Sassonia nel 1156, noto come Enrico il Leone

Dal matrimonio con Enrico II di Babenberg non nacquero figli.

## Ascendenza
|                            |                    |                          | Genitori             |  |  | Nonni |  |  | Bisnonni                 |  |  | Trisnonni |  |
|                            |                    |                          |                      |  |  |       |  |  | Bernardo di Supplimburgo |  |  | …         |  |
|                            |                    |                          |                      |  |  |       |  |  | Bernardo di Supplimburgo |  |  | …         |  |
|                            |                    | …                        |                      |  |  |       |  |  | Bernardo di Supplimburgo |  |  |           |  |
| Gebeardo di Supplimburgo   |                    |                          |                      |  |  |       |  |  | Bernardo di Supplimburgo |  |  |           |  |
|                            |                    | Ida di Querfurt          | …                    |  |  |       |  |  |                          |  |  |           |  |
|                            |                    | Ida di Querfurt          | …                    |  |  |       |  |  |                          |  |  |           |  |
|                            |                    | Ida di Querfurt          | …                    |  |  |       |  |  |                          |  |  |           |  |
| Lotario II di Supplimburgo |                    | Ida di Querfurt          |                      |  |  |       |  |  |                          |  |  |           |  |
|                            |                    | Federico di Formbach     | …                    |  |  |       |  |  |                          |  |  |           |  |
|                            |                    | Federico di Formbach     | …                    |  |  |       |  |  |                          |  |  |           |  |
|                            |                    | Federico di Formbach     | …                    |  |  |       |  |  |                          |  |  |           |  |
| Edvige di Formbach         |                    | Federico di Formbach     |                      |  |  |       |  |  |                          |  |  |           |  |
|                            |                    | Gertrude di Haldensleben | …                    |  |  |       |  |  |                          |  |  |           |  |
|                            |                    | Gertrude di Haldensleben | …                    |  |  |       |  |  |                          |  |  |           |  |
|                            |                    | Gertrude di Haldensleben | …                    |  |  |       |  |  |                          |  |  |           |  |
| Gertrude di Supplimburgo   |                    | Gertrude di Haldensleben |                      |  |  |       |  |  |                          |  |  |           |  |
|                            | Ottone di Northeim | Bernardo di Nordheim     |                      |  |  |       |  |  |                          |  |  |           |  |
|                            | Ottone di Northeim | Bernardo di Nordheim     |                      |  |  |       |  |  |                          |  |  |           |  |
|                            | Ottone di Northeim | Eilika                   |                      |  |  |       |  |  |                          |  |  |           |  |
| Enrico di Frisia           | Ottone di Northeim |                          |                      |  |  |       |  |  |                          |  |  |           |  |
|                            |                    | Richenza di Svevia       | …                    |  |  |       |  |  |                          |  |  |           |  |
|                            |                    | Richenza di Svevia       | …                    |  |  |       |  |  |                          |  |  |           |  |
|                            |                    | Richenza di Svevia       | …                    |  |  |       |  |  |                          |  |  |           |  |
| Richenza di Northeim       |                    | Richenza di Svevia       |                      |  |  |       |  |  |                          |  |  |           |  |
|                            |                    | Egberto I di Meißen      | Liudolfo di Frisia   |  |  |       |  |  |                          |  |  |           |  |
|                            |                    | Egberto I di Meißen      | Liudolfo di Frisia   |  |  |       |  |  |                          |  |  |           |  |
|                            |                    | Egberto I di Meißen      | Gertrude di Egisheim |  |  |       |  |  |                          |  |  |           |  |
| Gertrude di Brunswick      |                    | Egberto I di Meißen      |                      |  |  |       |  |  |                          |  |  |           |  |
|                            |                    | Immilla di Torino        | Olderico Manfredi II |  |  |       |  |  |                          |  |  |           |  |
|                            |                    | Immilla di Torino        | Olderico Manfredi II |  |  |       |  |  |                          |  |  |           |  |
|                            |                    | Immilla di Torino        | Berta di Milano      |  |  |       |  |  |                          |  |  |           |  |
|                            |                    | Immilla di Torino        |                      |  |  |       |  |  |                          |  |  |           |  |